# Solitaire puaïohi
Myadestes palmeri
Espèce
Statut de conservation UICN

 CR B1ab(iii) : 
En danger critique
Le Solitaire puaïohi (Myadestes palmeri) est une espèce de passereaux de la famille des Turdidae. Ses effectifs ne doivent pas dépasser les 300 individus.

## Distribution
Cette espèce est endémique de Kauai à Hawaï.

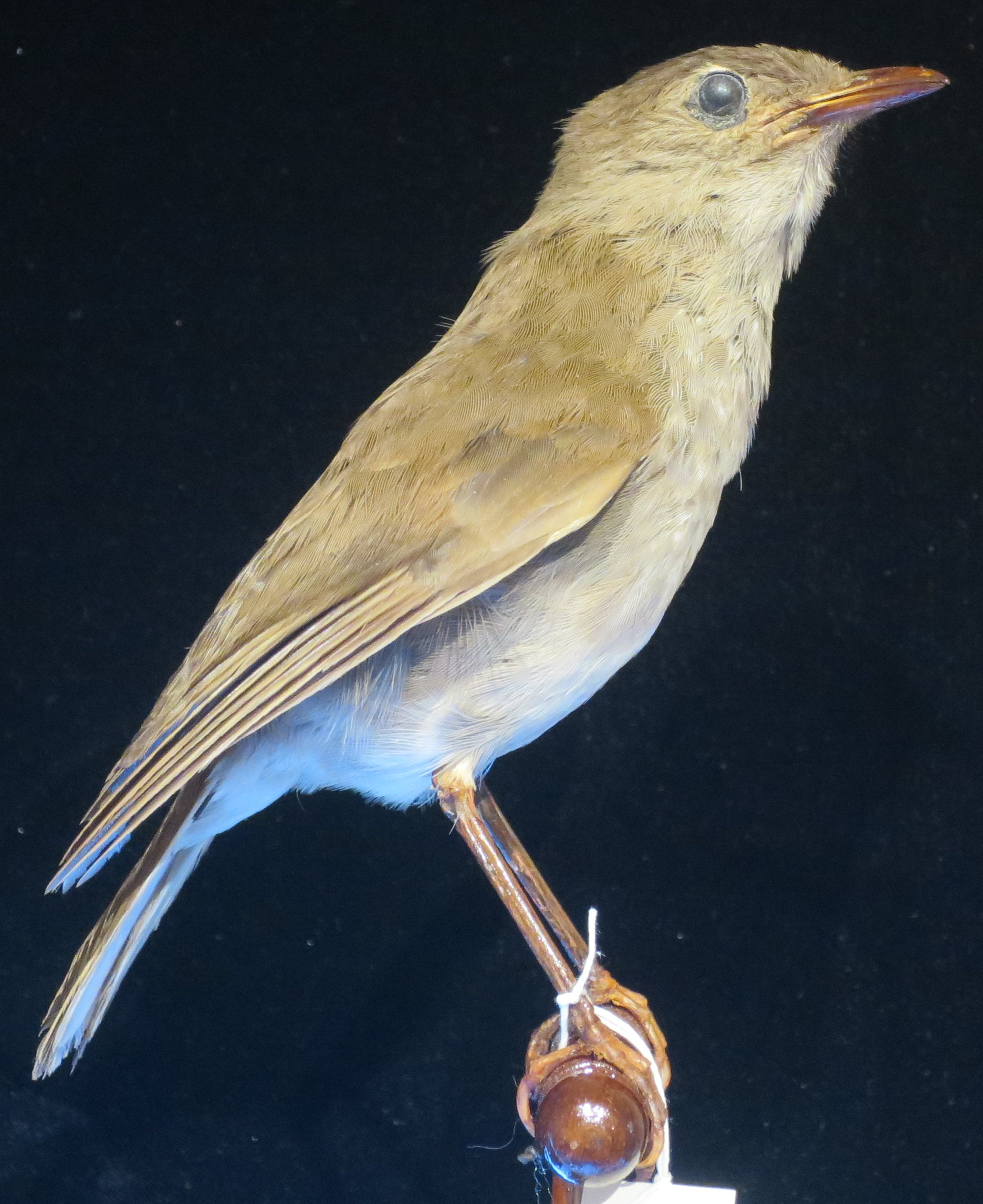
Myadestes palmeri

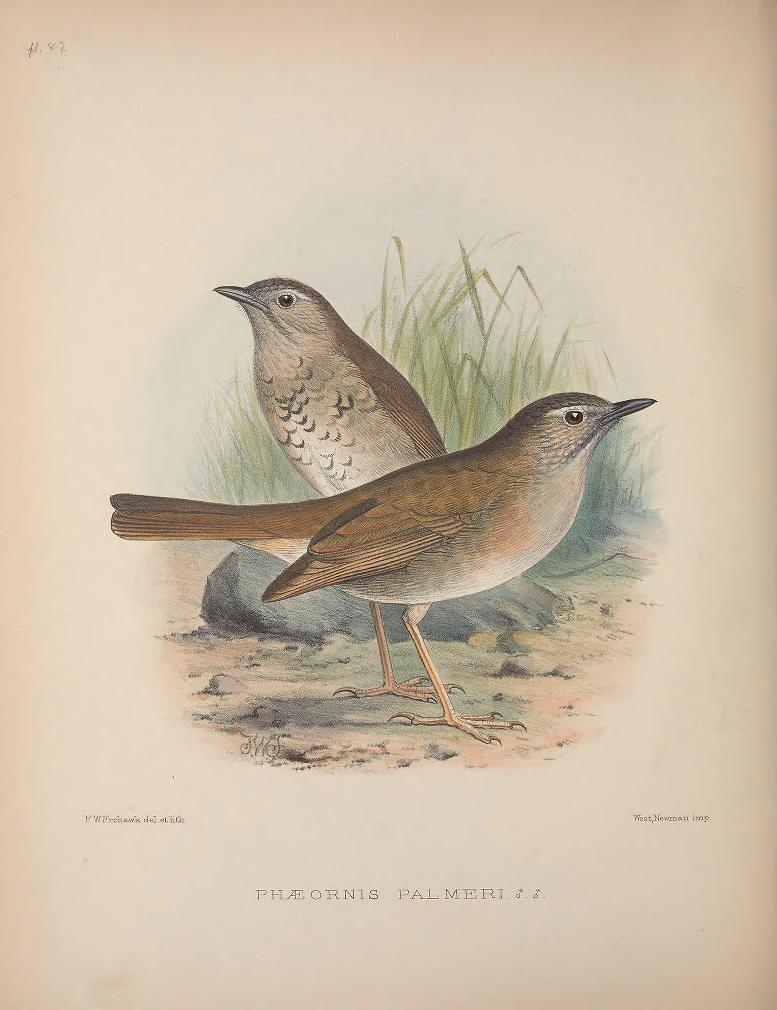
Myadestes palmeri